# Maryna Kylypko
 Maryna Wjatscheslawiwna Kylypko (ukrainisch Марина В'ячеславівна Килипко; * 10. November 1995 in Charkiw, Oblast Charkiw, Ukraine) ist eine ukrainische Stabhochspringerin.

## Sportliche Laufbahn
2011 nahm Maryna Kylypko an den Jugendweltmeisterschaften in Lille teil, schied dort aber ohne einen gültigen Versuch aus. Ebenfalls in der Qualifikation schied sie bei den Junioreneuropameisterschaften 2013 und Juniorenweltmeisterschaften in Eugene 2014 aus. 2015 nahm sie an den U23-Europameisterschaften teil und schied ein weiteres Mal in der Qualifikation aus. Bei den Europameisterschaften 2016 in Amsterdam scheiterte sie mit 4,35 m in der Qualifikation, wie auch bei den Olympischen Spielen in Rio de Janeiro mit 4,45 m.
2017 gewann sie im Finale bei den Leichtathletik-Halleneuropameisterschaften die Bronzemedaille mit übersprungenen 4,55 m die Bronzemedaille hinter der Griechin Ekaterini Stefanidi und Lisa Ryzih aus Deutschland. Anschließend gewann sie bei den U23-Europameisterschaften im polnischen Bydgoszcz mit 4,45 m und musste sich damit nur der Schweizerin Angelica Moser geschlagen geben. Einen Rückschlag erlebte Kylypko bei den Weltmeisterschaften in London, bei denen sie mit 4,20 m bereits in der Qualifikation ausschied. Kurz darauf wurde sie bei der Sommer-Universiade in Taipeh mit 4,40 m Vierte. Im Jahr darauf belegte sie bei den Europameisterschaften in Berlin mit 4,45 m den achten Platz und 2019 schied sie bei den Weltmeisterschaften in Doha mit 4,50 m erneut in der Qualifikation aus. 2020 gewann sie bei den Balkan-Meisterschaften in Cluj-Napoca mit einer Höhe von 4,30 m die Silbermedaille, wie auch bei den Balkan-Hallenmeisterschaften 2021 in Istanbul mit 4,50 m. Anschließend belegte sie bei den Halleneuropameisterschaften in Toruń mit 4,35 m den neunten Platz. Im August startete sie erneut bei den Olympischen Spielen in Tokio und wurde dort mit 4,50 m im Finale Fünfte.
2022 schied sie bei den Weltmeisterschaften in Eugene mit 4,35 m in der Qualifikationsrunde aus und verpasste dann auch bei den Europameisterschaften in München mit 4,25 m den Finaleinzug.
In den Jahren von 2015 bis 2021 wurde Kylypko ukrainische Meisterin im Stabhochsprung im Freien sowie 2015 und von 2017 bis 2019 auch in der Halle.

## Persönliche Bestleistungen
- Stabhochsprung: 4,70 m, 18. Juni 2021 in Luzk (ukrainischer Rekord)
  - Stabhochsprung (Halle): 4,62 m, 25. Februar 2018 in Clermont-Ferrand (ukrainischer Rekord)